# وارالیچی
وارالیچی (بوسنیایی: Varalići) یک زیستگاه انسانی در بوسنی و هرزگوین است که در Kakanj واقع شده‌است.